# Trang Đạt Phi
Trang Đạt Phi (giản thể: 庄达菲, phồn thể: 庄達菲, bính âm: Zhuāng Dá Fēi; sinh ngày 28 tháng 2 năm 2001 tại Liêu Ninh, Thẩm Dương) là một nữ diễn viên và ca sĩ người Trung Quốc trực thuộc công ty giải trí Gia Hành Thiên Hạ và đang theo học tại Học viện Điện ảnh Bắc Kinh.

## Tiểu sử
Trang Đạt Phi sinh ở thành phố Thẩm Dương, tỉnh Liêu Ninh. Khi còn nhỏ, cô đã cùng mẹ chuyển đến quận Triều Dương, Bắc Kinh và lớn lên ở đó. Ở Bắc Kinh, cô đã học Tiểu học Trường Affiliated đến Đại học Bắc Kinh và Cục quốc tế của High School Affiliated đến Đại học Thanh Hoa. Cô đã đi du học Canada trong một chương trình nghiên cứu trao đổi ở lớp năm trường Tiểu học. Cô cũng đã học ở Jiahe Dance Studio.
Năm 5 tuổi, Trang Đạt Phi đã tham gia quay tạp chí "Tiểu công chúa", lần đầu tiên tiếp xúc với lĩnh vực điện ảnh và truyền hình, sau đó quay 3 số báo. Năm 2012, khi 10 tuổi, Trang Đạt Phi được đạo diễn Trương Dương để mắt tới và được giao một vai phụ trong phim điện ảnh "Lão Nhân Nguyện" - tiền truyện của bộ phim "Bay qua nhà già", trong phim cô đóng vai thời thơ ấu của nữ chính Chu Sảng do Vương Lệ Dĩnh thủ vai. Năm 2016, khi 15 tuổi, Trang Đạt Phi tham gia quay quảng cáo "Super Girl" và một số quảng cáo khác, bao gồm cả quảng cáo sữa chua Mengniu với TFBoys. Sau đó, cô liên tiếp góp mặt trong các phim như: phim truyền hình Thật Tâm Muốn Bạn Hạnh Phúc (2017), đóng vai Hàm Hàm, con gái của Trịnh Vũ, phim điện ảnh "Miss Puff" (2018), đóng vai cô bé thông minh dễ thương và phim truyền hình Hóa Ra Anh Vẫn Ở Đây (2018), đóng vai Mạnh Tuyết thời trẻ.
Năm 2018, Trang Đạt Phi được nhận vào Học viện Điện ảnh Bắc Kinh với điểm số đứng thứ 11 toàn quốc trong các khóa học chuyên ngành, và theo học khoa Biểu diễn năm 2018.

## Danh sách phim

### Phim điện ảnh
| Năm  | Tựa đề           | Tên tiếng Trung | Vai                | Ghi chú |
| ---- | ---------------- | --------------- | ------------------ | ------- |
| 2012 | Lão Nhân Nguyện  | 老人愿          | Chu Sảng (Lúc nhỏ) | Vai phụ |
| 2018 | Bào Phù Tiểu Thư | 泡芙小姐        |                    | Vai phụ |

### Phim truyền hình
| Năm  | Tên                      | Album                                     | Ghi chú                      |
| ---- | ------------------------ | ----------------------------------------- | ---------------------------- |
| 2016 | Trạm Năng Lượng Ánh Sáng |                                           |                              |
| 2016 | Ước Định Của Chim Di Trú |                                           | Tự sáng tác                  |
| 2019 | Sơn Xuyên Cùng Hải Dương | Em Là Núi Cao Biển Rộng Trong Mắt Anh OST | Tự sáng tác                  |
| 2020 | Cô Gái Nhím Của Tôi      | Cô Gái Nhím Của Tôi OST                   | Tự sáng tác                  |
| 2020 | Khác nhau                | Tôi Không Muốn Làm Bạn Với Cậu OST        | Tự sáng tác                  |
| 2020 | Chúng Ta Của Năm 1999    | Tôi Không Muốn Làm Bạn Với Cậu OST        | Tham gia trong việc sáng tác |

| Năm  | Tên             | Vai trò       |
| ---- | --------------- | ------------- |
| 2016 | Super Girl 2016 | Thực tập sinh |

| Năm  | Giải thưởng                  | Hạng mục                         | Kết quả   |
| ---- | ---------------------------- | -------------------------------- | --------- |
| 2019 | Liên hoan phim quốc tế Busan | Nghệ sĩ trẻ châu Á xuất sắc nhất | Đoạt giải |